# L'esercito delle 12 scimmie (serie televisiva)
L'esercito delle 12 scimmie (12 Monkeys) è una serie televisiva statunitense di fantascienza trasmessa dalla rete via cavo Syfy dal 16 gennaio 2015.
Si tratta di un adattamento televisivo dell'omonimo film del 1995 diretto da Terry Gilliam, a sua volta liberamente ispirato al cortometraggio La jetée di Chris Marker (1962).

## Trama
La serie narra le avventure di James Cole, un viaggiatore del tempo arrivato nel 2015 dall'anno 2043 con la missione di trovare e neutralizzare l'origine della diffusione di un virus mortale che, nel suo tempo, è arrivato a contagiare e uccidere il 93,6% della popolazione mondiale. La diffusione del virus rientra nei piani di un'enigmatica organizzazione nota come "l'Esercito delle Dodici Scimmie".
finiamo sempre per farla nel modo sbagliato.»

## Episodi
| Stagione         | Episodi | Prima TV USA | Prima TV Italia |
| ---------------- | ------- | ------------ | --------------- |
| Prima stagione   | 13      | 2015         | 2017            |
| Seconda stagione | 13      | 2016         | 2017            |
| Terza stagione   | 10      | 2017         | 2019            |
| Quarta stagione  | 11      | 2018         | inedita         |

## Personaggi e interpreti
- James Cole (stagioni 1-4), interpretato da Aaron Stanford, doppiato da Emiliano Coltorti.
È il protagonista della serie, un sopravvissuto ad una pandemia mondiale che viaggia nel passato dall'anno 2043 sia per salvare l'umanità che per redimersi dal suo tormentato passato.
- Dr. Cassandra "Cassie" Railly (stagioni 1-4), interpretata da Amanda Schull, doppiata da Federica De Bortoli.
È una brillante virologa che viene rapita da James, il quale la considera vitale per la riuscita della sua missione.
- José Ramse (stagioni 1-3, ricorrente stagione 4), interpretato da Kirk Acevedo.
È il miglior amico di James.
- Aaron Marker (stagione 1, guest stagione 2), interpretato da Noah Bean, doppiato da Francesco Venditti.
È il fidanzato della dottoressa Railly, nonché assistente di un senatore. Muore in un incendio.
- Jennifer Goines (stagioni 2-4, ricorrente stagione 1), interpretata da Emily Hampshire, doppiata da Myriam Catania.
Genio della matematica, nonché paziente di un istituto psichiatrico, che aiuta James nella sua missione.
- Katarina Jones (stagioni 2-4, ricorrente stagione 1), interpretata da Barbara Sukowa, doppiata da Rossella Izzo.
È il brillante fisico che insieme al marito ha inventato la macchina del tempo usata da James.
- Theodore Deacon (stagioni 2-4, ricorrente stagione 1), interpretato da Todd Stashwick.
È il capo di uno spietato gruppo di sopravvissuti chiamato The West VII.

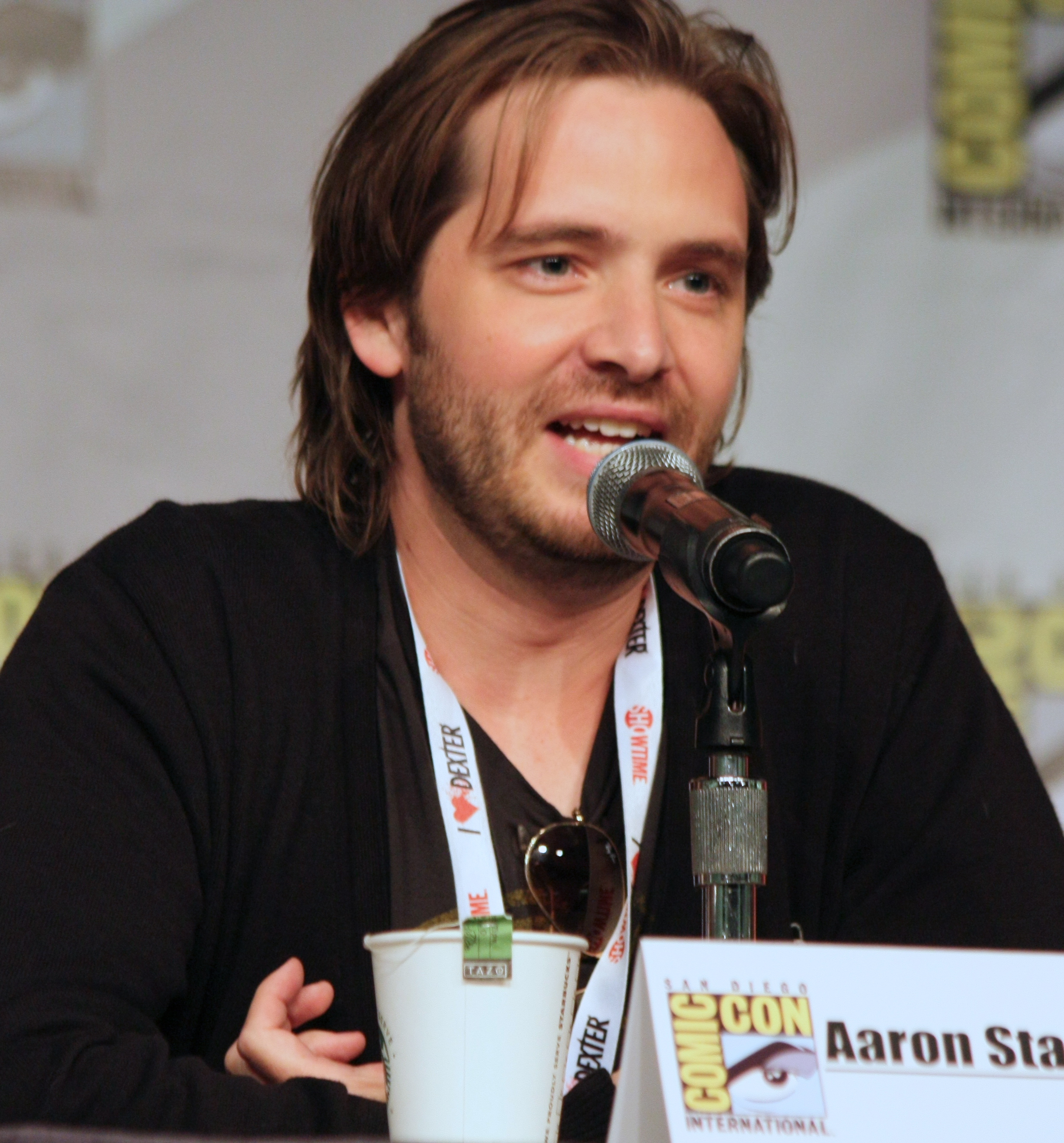
Aaron Stanford interpreta James Cole
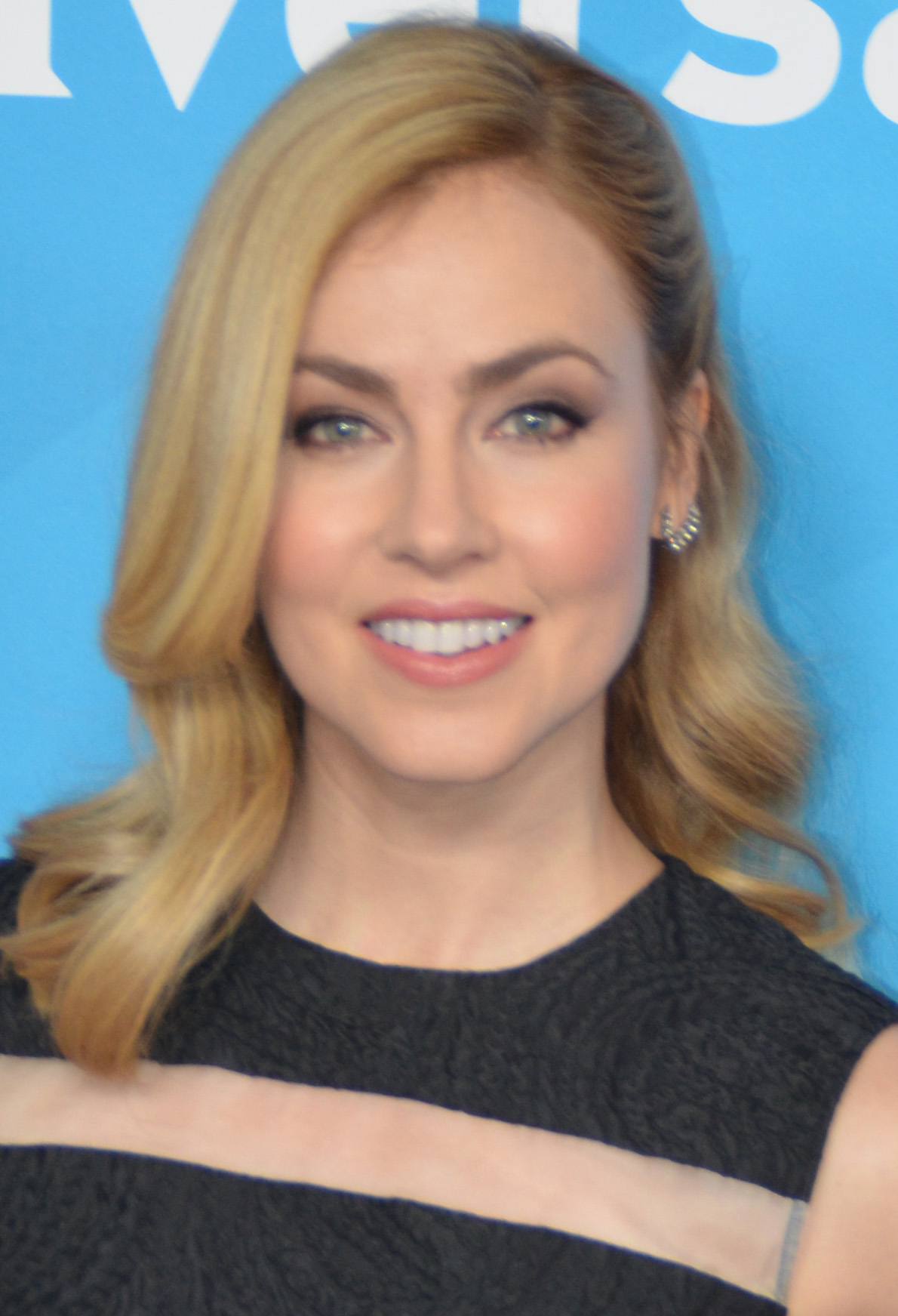
Amanda Schull interpreta Cassandra "Cassie" Railly
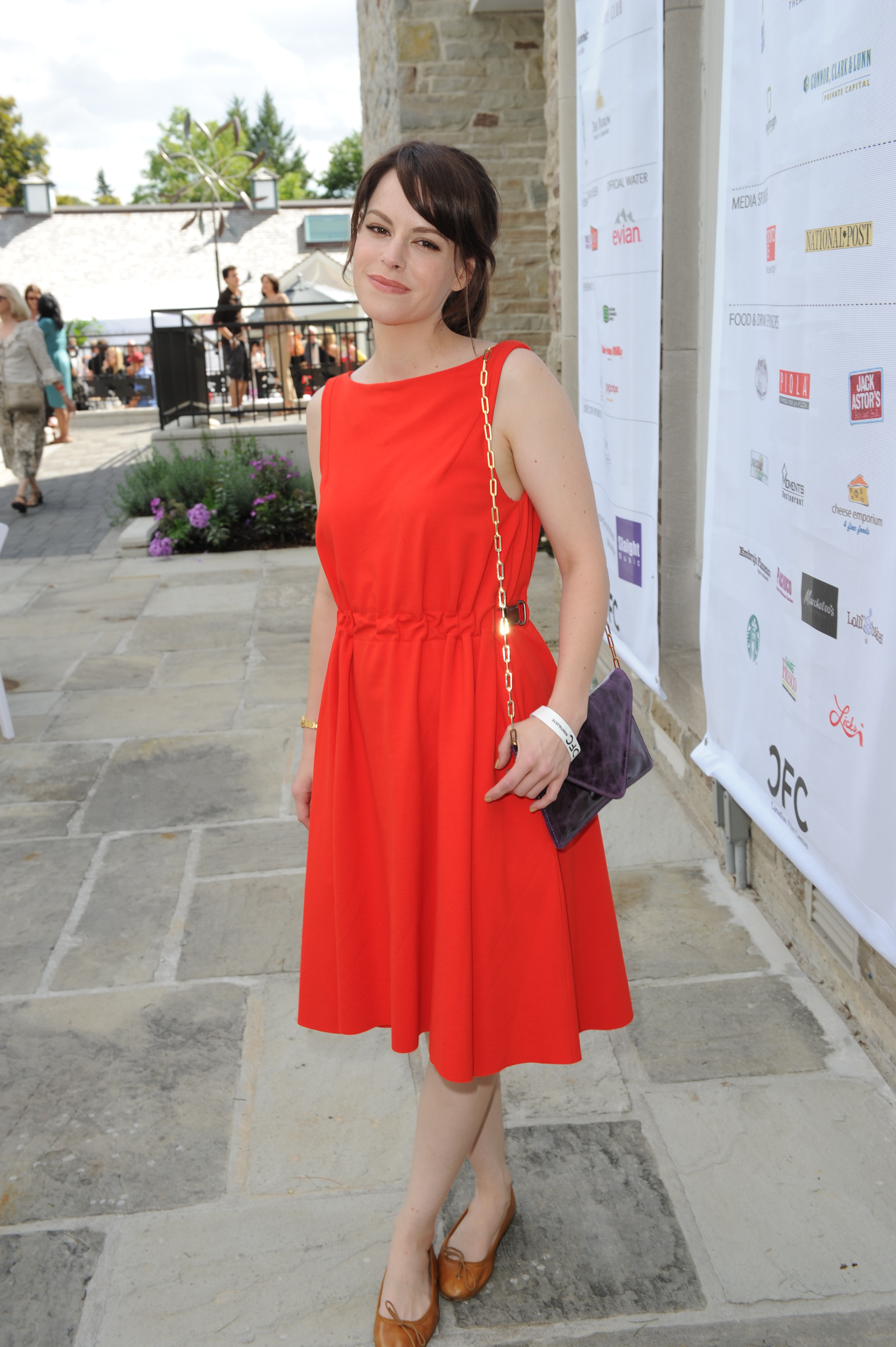
Emily Hampshire interpreta Jennifer Goines
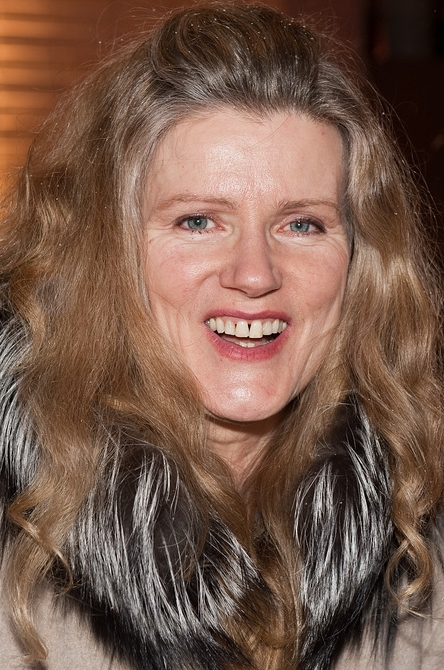
Barbara Sukowa interpreta Jones
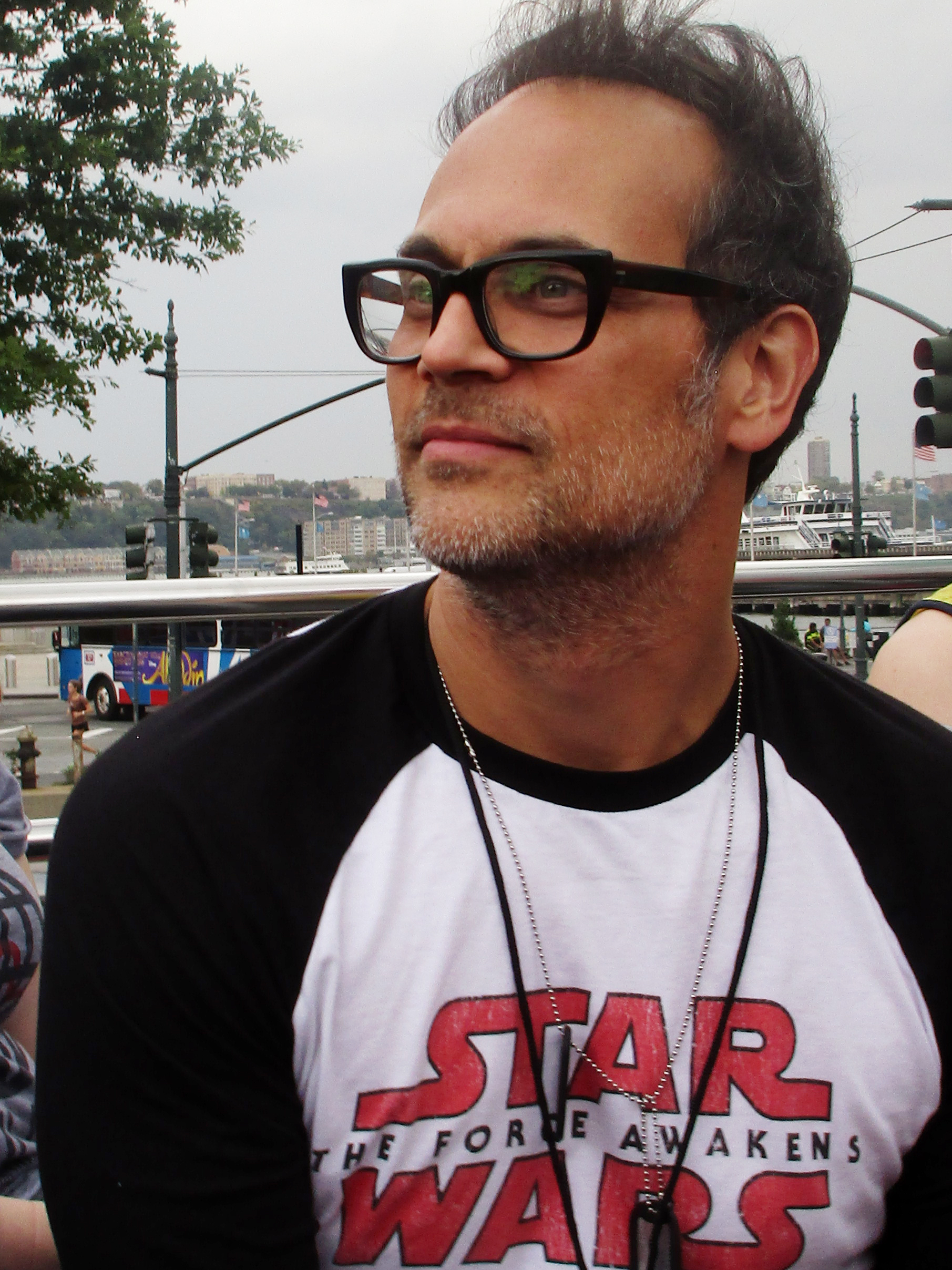
Todd Stashwick interpreta Deacon

### Personaggi ricorrenti
- L'Uomo Alto (stagione 1-4), interpretato da Tom Noonan, doppiato da Stefano Benassi.
E l'uomo al centro della cospirazione che vede protagonista l'organizzazione nota come "L'Esercito delle Dodici Scimmie", da lui rappresentata.
- Marcus Whitley (stagione 1-3), interpretato da Demore Barnes
Uno degli ultimi soldati dell'esercito degli Stati Uniti.
- Leland Goines (stagione 1), interpretato da Željko Ivanek
Consulente aziendale che sembra essere la fonte della piaga mortale e padre di Jennifer. Viene ucciso da Cole.
- Max (stagione 1,4), interpretata da Romina D'Ugo
Membro dei West VII che ha una connessione con Cole e Ramse.
- Dr. Henri Toussaint (stagione 1), interpretato da Lyriq Bent
Collega di Cassie ad Haiti. VIene ucciso da Cole.
- Elena (stagione 1), interpretata da Amy Sloan
Madre del figlio di Ramse.
- Olivia Kirschner (stagione 1-4), interpretata da Alisen Down
La vera Testimone. Il nemico da combattere. Capo di Titan e dell'esercito delle 12 scimmie e sorella minore dell'Uomo Alto.
- Dr. Vance Eckland (stagione 2), interpretato da Michael Hogan, doppiato da Dario Penne.
Carismatico e geniale scienziato proveniente dal futuro.
- Mantis (stagione 2), interpretata da Scottie Thompson
Fredda e calcolatrice viaggiatrice del tempo. È una dei 12 messageri. Madre dell'Uomo Alto e di Olivia.
- Robert Gale (stagione 2-4), interpretato da Jay Karnes
Astuto agente dell'FBI del 1940 che indaga su una serie di cruenti omicidi connessi al dottor Cole, quando inizia ad avere i primi sospetti su di lui.
- Dr. Benjamin Kalman (stagione 2), interpretato da Brendan Coyle
Bio-ingegnere della Markridge che ha dei profondi sensi di colpa per aver dato il via alla diffusione del virus creato insieme al suo team che ha decimato la popolazione mondiale.
- Jonathan Foster (stagione 2), interpretato da Xander Berkeley
Capo degli Spearhead
- Hannah Jones (stagione 2-4), interpretata da Brooke Williams
Membro del gruppo Le Figlie, di cui Jennifer è il capo. Figlia di Katarina Jones e madre di James Cole.
- Athan (stagione 3), interpretato da James Callis, doppiato da Fabio Boccanera.
Il primo Testimone. Viaggiatore del tempo misterioso, che studia la storia dell'esercito delle 12 scimmie. Figlio di James Cole e Cassandra Railly.
- Magdalena (stagione 3), interpretata da Hannah Waddingham
Membro di una setta apocalittica che protegge il Testimone con metodi ed espedienti molto furbi.
- Mallick (stagione 3), interpretato da Faran Tahir
Membro dell'armata che risiede a Titan.

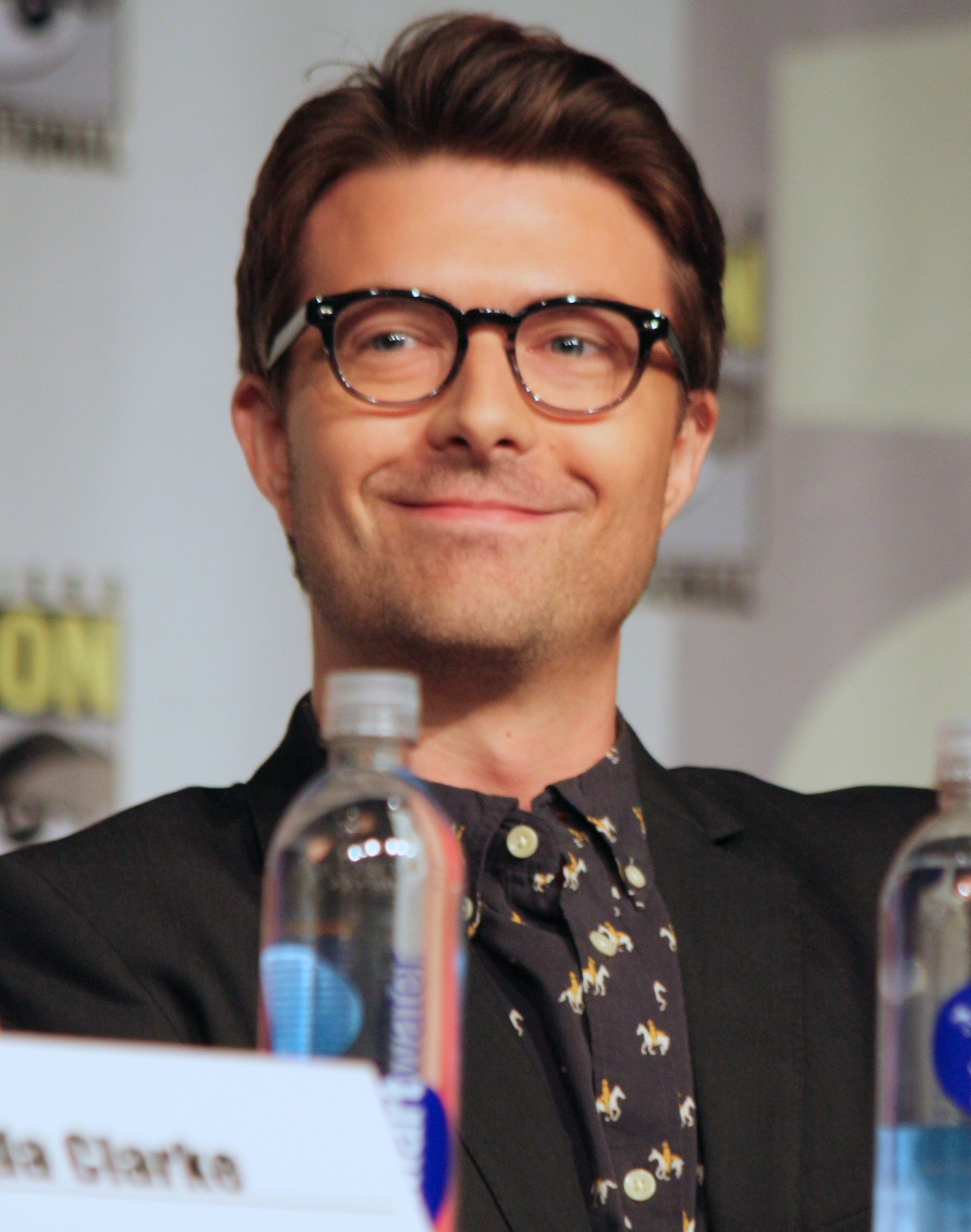
Noah Bean interpreta Aaron Marker
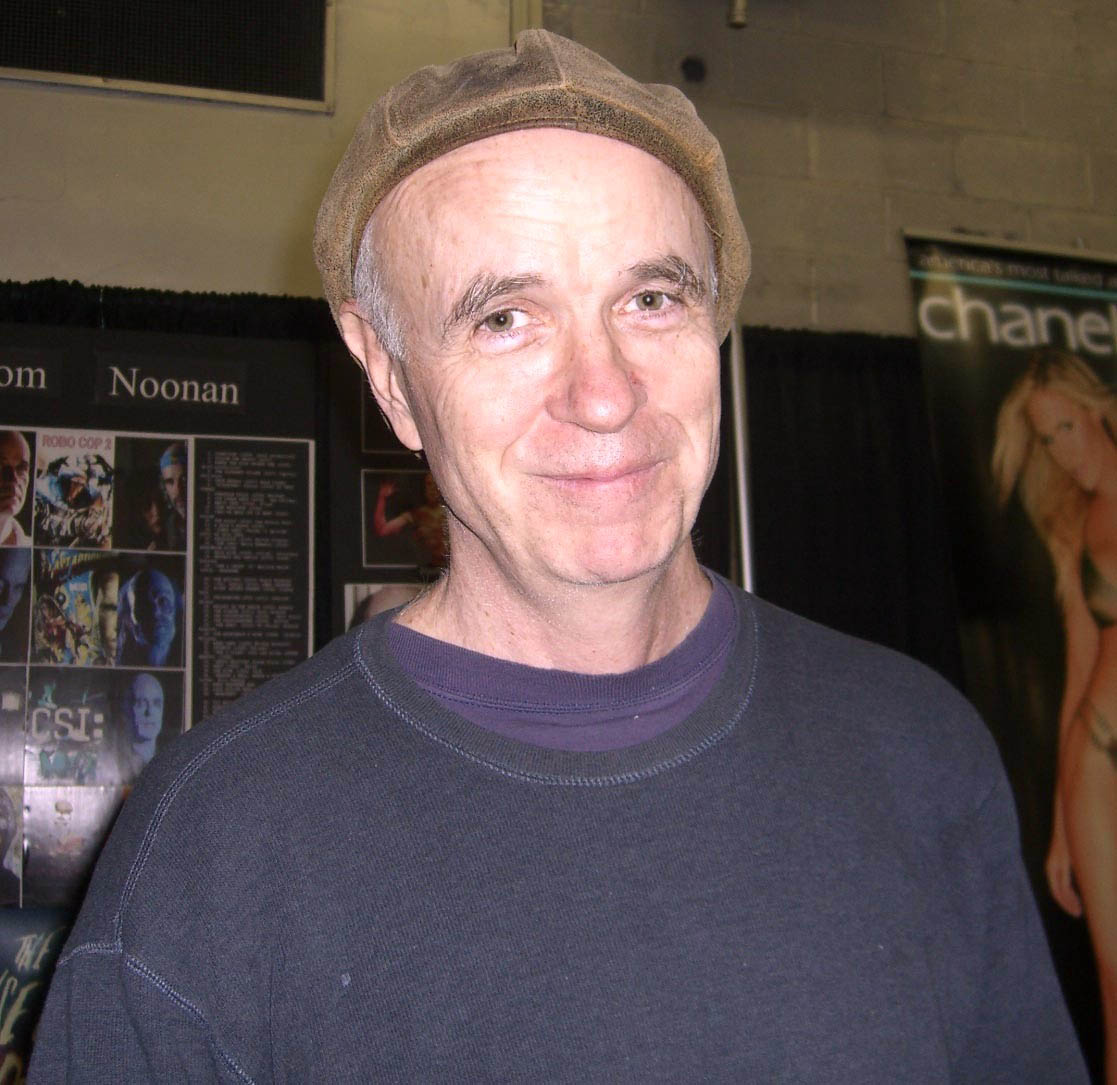
Tom Noonan interpreta l'Uomo Alto
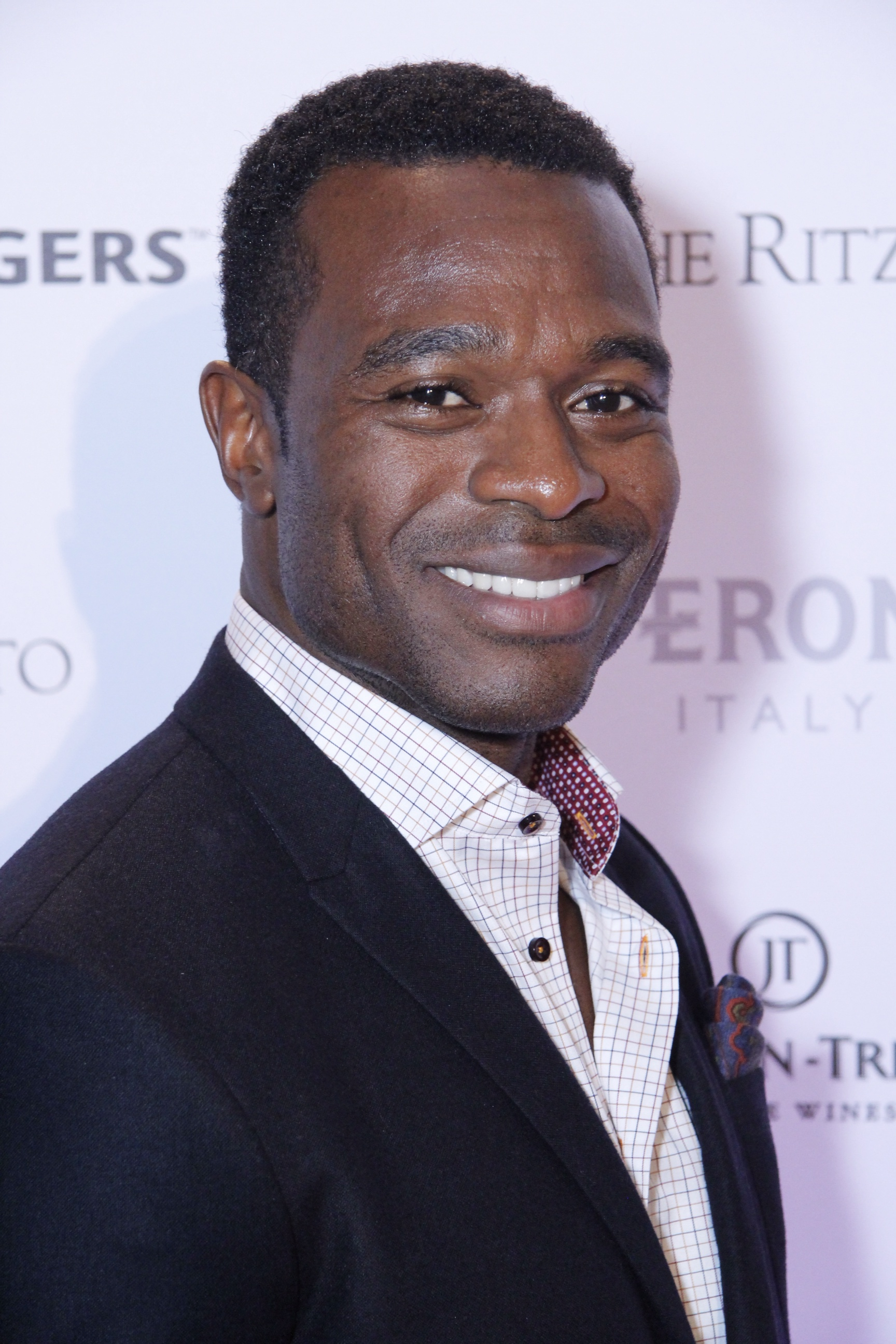
Lyriq Bent interpreta Henri Toussaint
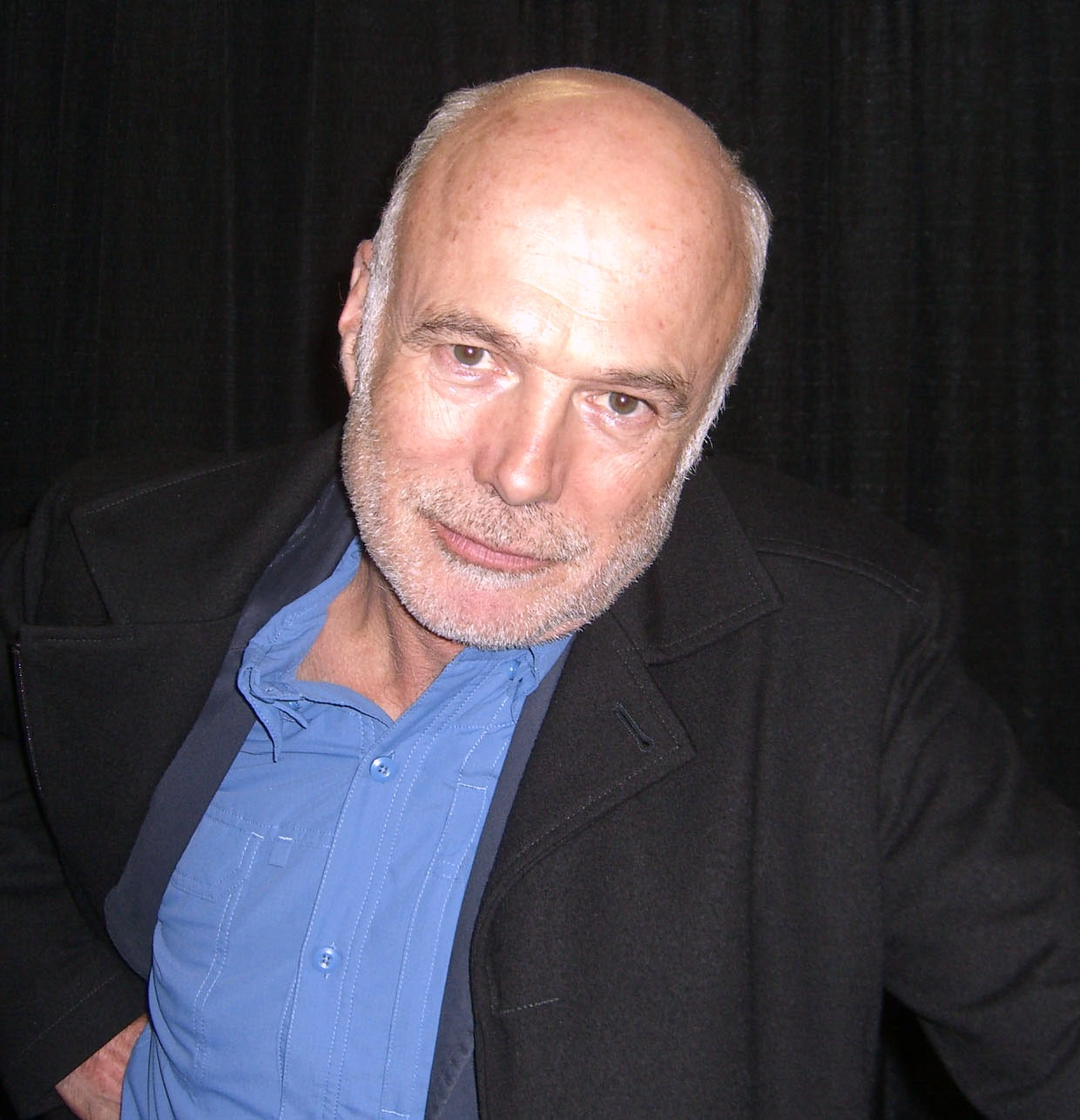
Michael Hogan interpreta Vance Eckland
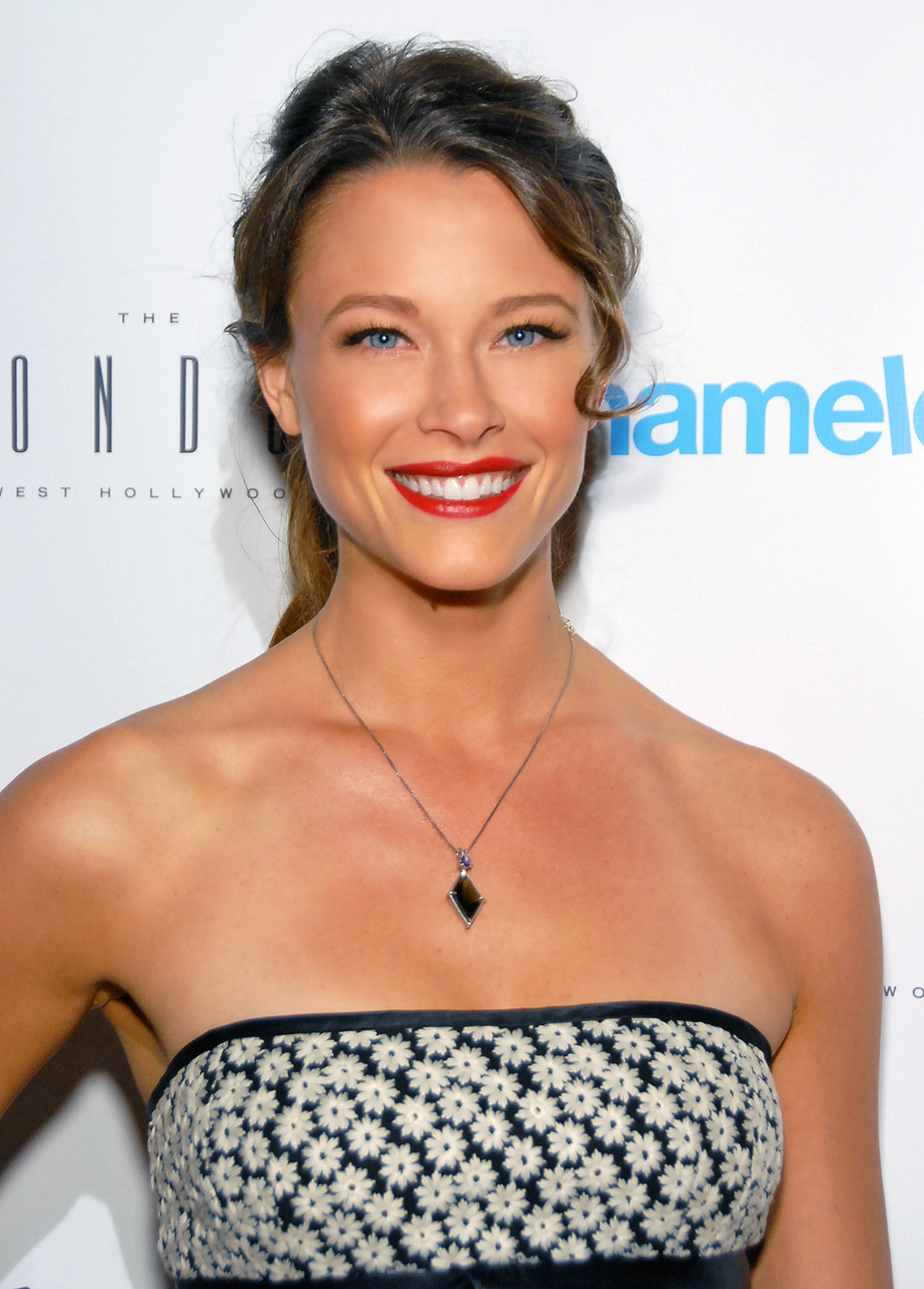
Scottie Thompson interpreta Mantis
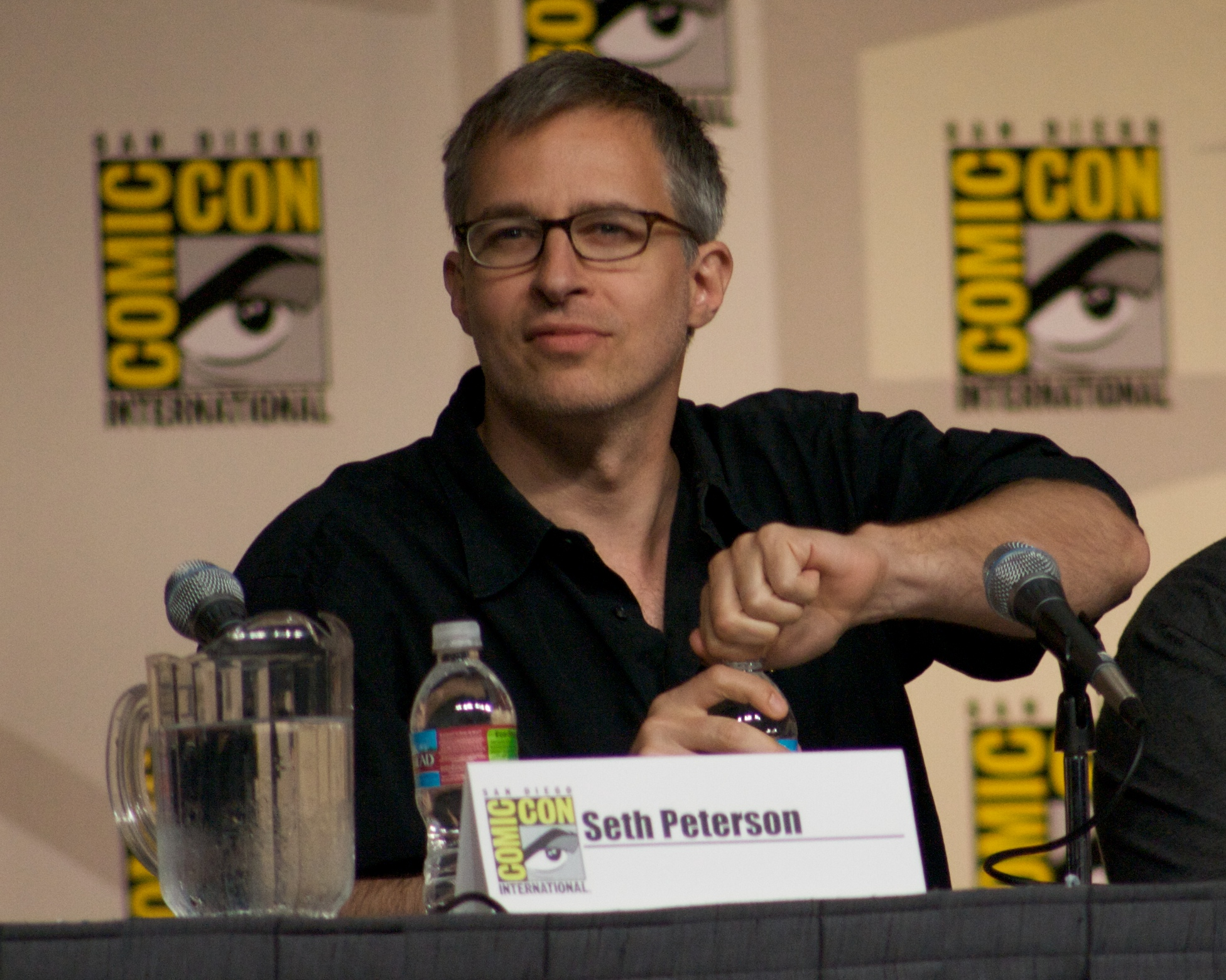
Jay Karnes interpreta Robert Gale
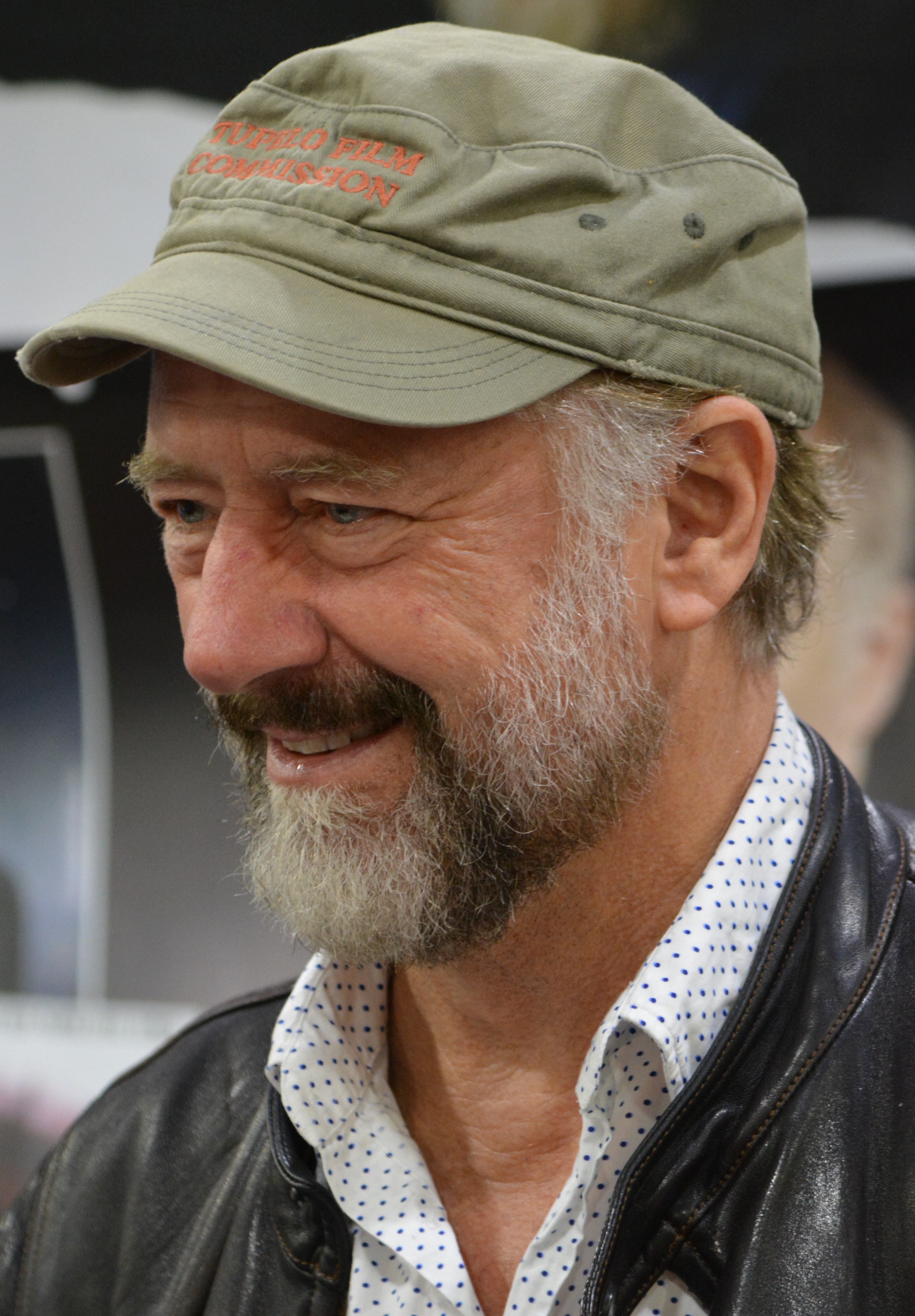
Xander Berkeley interpreta Jonathan Foster
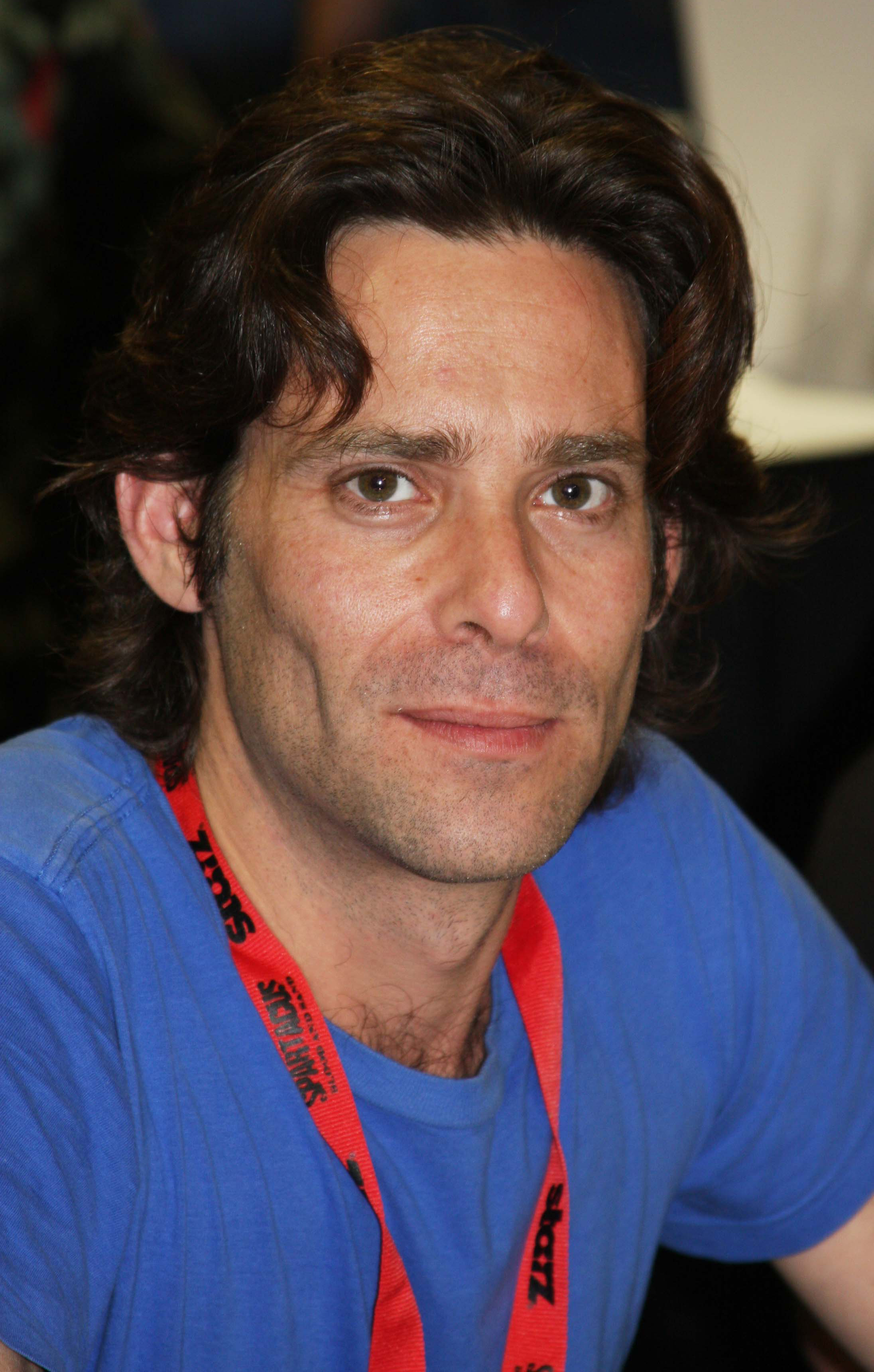
James Callis interpreta Athan
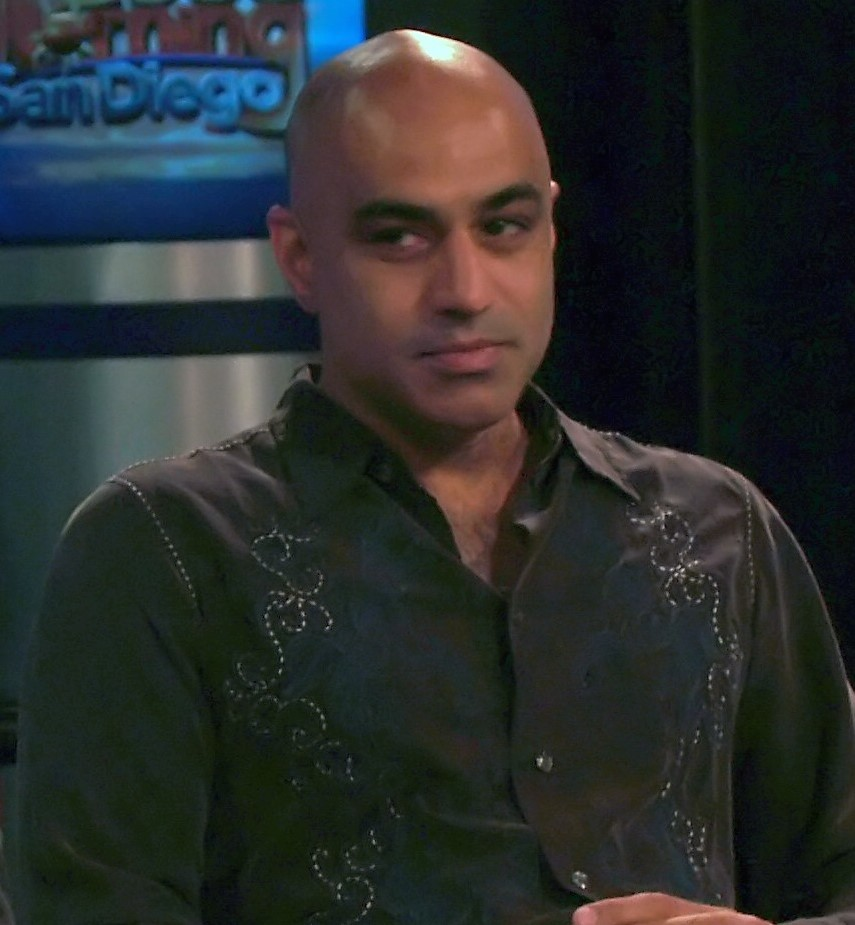
Faran Tahir interpreta Mallick

## Produzione
L'emittente televisiva Syfy annunciò di star lavorando ad un adattamento televisivo del film L'esercito delle 12 scimmie per la prima volta nell'estate del 2013, ordinando ufficialmente la produzione di un episodio pilota il 26 agosto 2013. L'episodio, diretto da Jeffrey Reiner, è stato scritto da Terry Matalas e Travis Fickett. Il ruolo di show runner è affidato a Natalie Chaidez, mentre tra i produttori esecutivi figurano anche Charles Roven, già produttore del film, Richard Suckle e Jake Kurily.
Terry Matalas presentò la serie descrivendola come una completa reinterpretazione del film, non un semplice remake, spiegando come gli effetti visivi legati al viaggio nel tempo sono ispirati da Looper di Rian Johnson. Aaron Stanford interpreta il protagonista James Cole, personaggio che nel film è stato interpretato da Bruce Willis. Amanda Schull, interpreta la dottoressa Cassandra Railly, personaggio che nel film è stato interpretato da Madeleine Stowe col nome Kathryn Railly. Emily Hampshire interpreta Jennifer Goines, il personaggio che nel film è stato interpretato da Brad Pitt col nome di Jeffrey Goines. Fanno parte del cast anche Kirk Acevedo, Noah Bean, Todd Stashwick e Barbara Sukowa.
Prodotta dalla Universal Cable Productions e dalla Atlas Entertainment, la serie è girata nei dintorni di Toronto. Dopo aver visionato il pilot, Syfy ordinò la produzione di una prima stagione completa il 4 aprile 2014. Il primo episodio è andato in onda il 16 gennaio 2015. Il 12 marzo 2015 la serie viene rinnovata per una seconda stagione. Il 29 giugno 2016, la serie viene rinnovata per la terza stagione, composta da 10 episodi; Nel marzo 2017 venne rinnovata per una quarta e ultima stagione.